# Петко Каравелов
Вижте пояснителната страница за други личности с името Каравелов.
Пѐтко Сто̀йчов Каравѐлов е български политик, един от водачите на Либералната партия, а по-късно на – Демократическата партия. Редовен член на Българското книжовно дружество. Той е брат на писателя Любен Каравелов и баща на Лора Каравелова – съпруга на поета Пейо Яворов. Избиран многократно за народен представител. Подпредседател на Учредителното събрание 1879 г. Два пъти председател на обикновено Народно събрание, четири пъти министър-председател на България и министър в няколко други правителства.

## Биография

### Произход и образование
Петко Каравелов е роден на 5 април (24 март стар стил) 1843 г. в Копривщица в семейството на заможния бегликчия Стойчо Каравела. Каравеловият род води началото си от средата на XVIII век, като според различни сведения неговият основоположник хаджи Стойчо произлиза от Златишко или от Костурско. Майка на Петко Каравелов е Неделя Доганова, произхождаща от знатния копривщенски род Доганови, а по майчина линия – от Чалъкови. Семейството на Стойчо и Неделя има седем деца – четири момчета: Любен, Христо, Петко и Рали и три момичета: Рада, Велика и Мария (майка на Рашко Маджаров).
Първоначално Петко Каравелов учи в Копривщица, но през 1856 година баща му го изпраща в Енос, където да чиракува за абаджия при негов приятел. Там той учи в гръцкото училище и през 1858 година му предлагат стипендия, за да продължи образованието си в Атина, но баща му го връща в Копривщица. Малко по-късно, със съдействието на видния копривщенец Найден Геров и Женското благотворително дружество „Благовещение“, Петко Каравелов заминава за Москва, където вече учи по-големият му брат Любен. След две години подготовка той постъпва в Историко-филологическия факултет на Московския университет, но след три години следване напуска и започва да учи право, дипломирайки се успешно.

#### Политическа кариера
След Освобождението на България участва активно в изработването на Търновската конституция. Той оглавява радикалното крило на Либералната партия и става министър-председател на България (1880 – 1881). Свален е от власт от княз Александър, с което започва Режима на пълномощията. След установяването на Режима на пълномощията заминава за Източна Румелия, където е кмет на Пловдив (1883 – 1884).
След възстановяването на Търновската конституция Петко Каравелов се завръща в София и отново оглавява правителство на Либералната партия (1884 – 1886). На този пост той е по време на Съединението на България и на Сръбско-българската война. През 1884 става редовен член на Българското книжовно дружество. След принудителната си абдикация Батенберг, с последния си манифест от 26 август 1886 г. при окончателното си напускане на България назначава за регенти Петко Каравелов, Стефан Стамболов и Сава Муткуров. Пълен господар на регентите става Стамболов, а Каравелов напуска на 1 ноември 1886 г. Той и негови съмишленици са арестувани по време на русенския бунт на офицерите-русофили през февруари 1887 г. – русофилските бунтове. Обявява се против избора на княз Фердинанд I. През 1892 г. е осъден на 5 години затвор за съучастие в опита за убийство на Стефан Стамболов, при който загива финансовият министър Христо Белчев, но през 1894 г. е амнистиран.

#### Партиен лидер
През 1896 г. основава Демократическата партия, която ръководи до смъртта си. Каравелов е министър-председател на Княжество България четири пъти, като последния му кабинет е в коалиция с Прогресивнолибералната партия и завършва с министерска криза. Една от първите стъпки на правителството е отнемането на избирателните права на мнозинството от циганите (чергари и мюсюлмани), което остава в сила до 1919 година. Каравелов се аргументира пред парламента с това, че циганите мюсюлмани са по-слабо развити от циганите християни и, по думите му, „самите турци не ги приемат в джамиите, считат ги достатъчно нисша раса и не ги допускат в избори на мюфтии“.
Петко Каравелов умира през 1903 г. в София и е погребан зад абсидата на църквата „Свети Седмочисленици“. Според финансиста Атанас Буров, Петко Каравелов е единственият български политик, който не е откраднал дори и стотинка. Една от известните му мисли за политиката е „Най-добрият лек за повечето, ако не за всички злини, е свободата“.

## Семейство
Петко Каравелов се жени на 13 януари 1880 г. за Екатерина Великова Пенева (1860 – 1947), с която имат 3 деца:
- Радка, умира ненавършила 3-годишна възраст;
- Виола, угасва с помрачено съзнание след „безследното изчезване“ на съпруга ѝ, журналиста и общественика Йосиф Хербст
- Лора, съпруга на доктор Иван Дренков и впоследствие на поета Пейо Яворов. Лора загива от куршум, последвана от съпруга си.

## Памет
На Петко Каравелов е наречен булевард в София (Карта).